# Filmjahr 1936
Liste der Filmjahre

◄◄ | ◄ | 1932 | 1933 | 1934 | 1935 | Filmjahr 1936 | 1937 | 1938 | 1939 | 1940 | ► | ►►

Weitere Ereignisse

## Ereignisse

### Deutschland
Leni Riefenstahl dreht den Propagandafilm Olympia während der Olympischen Sommerspiele 1936. 

### Uraufführungen
- 5. Februar: Charlie Chaplins satirischer Stummfilm Modern Times hat in New York Premiere. Der Film, der eine Satire auf den Taylorismus in der Arbeitswelt darstellt, wird zu einem von Chaplins erfolgreichsten Werken.
- 20. Februar: Durch die Wüste, der von Regisseur Johann Alexander Hübler-Kahla gedrehte erste Karl-May-Tonfilm, wird in Dresden uraufgeführt.
- 12. Juni: Im Gloria-Palast in Berlin wird der deutsche Spielfilm Allotria von Willi Forst mit Heinz Rühmann, Renate Müller, Adolf Wohlbrück und Jenny Jugo in den Hauptrollen uraufgeführt.

- Die Filmkomödie Our Relations von Laurel und Hardy erscheint.

### Weitere Ereignisse
- 26. Juni: Mit der Enzyklika Vigilanti cura (Mit wachsamer Sorge) „über die Lichtspiele“ weist Papst Pius XI. darauf hin, dass der Film auch für die religiöse Bildung ein ernst zu nehmendes Hilfsmittel ist.
- 12. September: Maureen O’Sullivan heiratet den Regisseur John Farrow.

- Die BBC beginnt in Großbritannien erste Fernsehsendungen auszustrahlen.
- Paul Hörbiger, E. W. Emo und ein österreichischer Konsul gründen in Berlin die Algefa-Filmgesellschaft.

### Erfolgreichste Filme
Die zehn erfolgreichsten Filme an den US-amerikanischen Kinokassen nach Einspielergebnis.
| Platz | Filmtitel          | Einspielergebnis in US-Dollar |       |
| ----- | ------------------ | ----------------------------- | ----- |
| 1.    | The Great Ziegfeld | 3.089.000                     | [ 1 ] |
| 2.    | San Francisco      | 2.868.000                     | [ 2 ] |
| 3.    | The Plainsman      | 2.278.533                     | [ 3 ] |
| 4.    | After the Thin Man | 1.992.000                     | [ 1 ] |
| 5.    | Modern Times       | 1.800.000                     | [ 4 ] |
| 6.    | Anthony Adverse    | 1.783.000                     | [ 5 ] |
| 7.    | Strike Me Pink     | 1.700.000                     | [ 4 ] |
| 8.    | Rose Marie         | 1.695.000                     | [ 1 ] |
| 9.    | Swing Time         | 1.624.000                     | [ 6 ] |
| 10.   | Libeled Lady       | 1.601.000                     | [ 1 ] |

### Filmpreise

#### Academy Awards
Die diesjährige Oscarverleihung findet am 5. März im Biltmore Hotel in Los Angeles statt. Moderator ist Frank Capra.
- Bester Film: Meuterei auf der Bounty von Frank Lloyd
- Bester Hauptdarsteller: Victor McLaglen in Der Verräter
- Beste Hauptdarstellerin: Bette Davis in Dangerous
- Bester Regisseur: John Ford für Der Verräter
- Beste Originaldrehbuch: Dudley Nichols für Der Verräter
- Beste Filmmusik: Max Steiner für Der Verräter
- Ehrenoscar: D. W. Griffith

Vollständige Liste der Preisträger

#### Filmfestspiele von Venedig
Das diesjährige Festival findet zwischen dem 10. August und dem 31. August statt.
Eine internationale Jury ermittelte folgende Preisträger:
- Bester ausländischer Film: Der Kaiser von Kalifornien von Luis Trenker
- Bester italienischer Film: Squadrone bianco von Augusto Genina
- Bester Schauspieler: Paul Muni als Louis Pasteur
- Beste Schauspielerin: Annabella in Veille d'armes
- Bester Regisseur: Jacques Feyder

#### New York Film Critics Circle Award
- Bester Film: Mr. Deeds geht in die Stadt von Frank Capra
- Beste Regie: Rouben Mamoulian für The Gay Desperado
- Bester Hauptdarsteller: Walter Huston in Zeit der Liebe, Zeit des Abschieds
- Beste Hauptdarstellerin: Luise Rainer in Der große Ziegfeld

#### Weitere Filmpreise und Auszeichnungen
- National Board of Review: Mr. Deeds geht in die Stadt von Frank Capra (Bester Film), Die klugen Frauen von Jacques Feyder (Bester fremdsprachiger Film)
- Photoplay Award: San Francisco von W. S. Van Dyke

## Geboren

### Januar/Februar

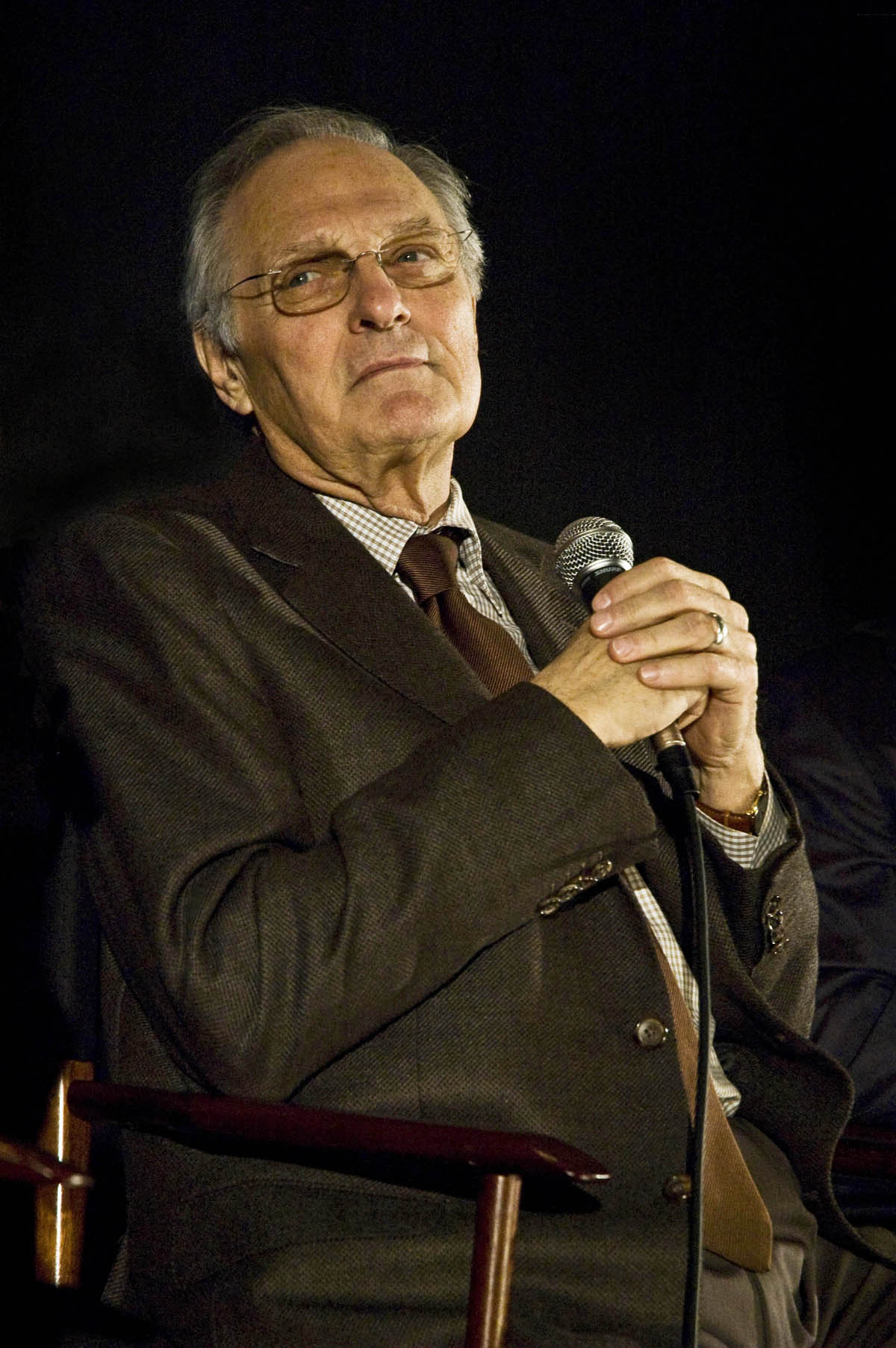
Alan Alda (* 28. Januar)

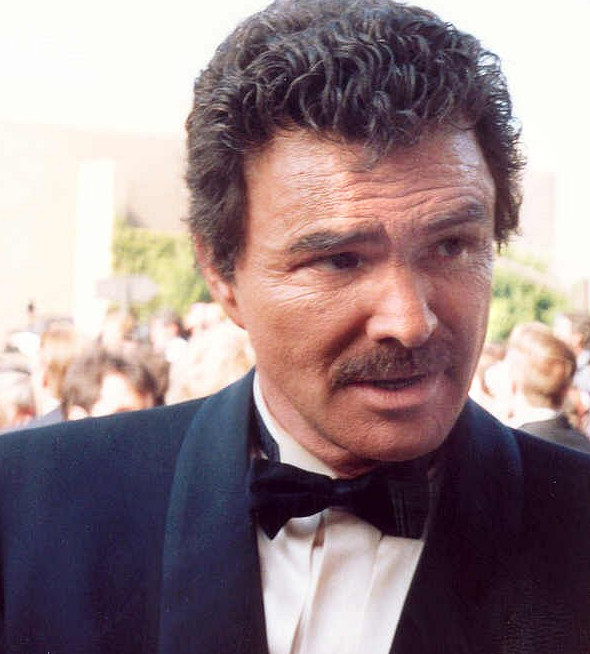
Burt Reynolds (* 11. Februar)

- 13. Januar: Henry Richardson, britischer Filmeditor († 2017)
- 15. Januar: Richard Franklin, britischer Schauspieler († 2023)
- 19. Januar: Peter Abraham, deutscher Drehbuchautor († 2015)
- 19. Januar: Rainer Brandt, deutscher Schauspieler, Synchronsprecher, -regisseur und Dialogbuchautor († 2024)
- 22. Januar: Juliette Mayniel, französische Schauspielerin († 2023)
- 22. Januar: Peter Steen, dänischer Schauspieler († 2013)
- 23. Januar: Reg Lewis, US-amerikanischer Schauspieler († 2021)
- 24. Januar: Yōko Nogiwa, japanische Schauspielerin († 2017)
- 27. Januar: Troy Donahue, US-amerikanischer Schauspieler († 2001)
- 28. Januar: Alan Alda, US-amerikanischer Schauspieler
- 31. Januar: Philippe Laudenbach, französischer Schauspieler († 2024)

- 01. Februar: Serge Korber, französischer Filmregisseur († 2022)
- 01. Februar: Tuncel Kurtiz, türkischer Schauspieler († 2013)
- 01. Februar: Manfred Schott, deutscher Schauspieler und Synchronsprecher († 1982)
- 03. Februar: James Bridges, US-amerikanischer Regisseur und Drehbuchautor († 1993)
- 06. Februar: Max Zihlmann, Schweizer Drehbuchautor († 2022)
- 08. Februar: Elisabeth Orth, österreichische Schauspielerin († 2025)
- 11. Februar: Burt Reynolds, US-amerikanischer Schauspieler († 2018)
- 12. Februar: Joe Don Baker, US-amerikanischer Schauspieler († 2025)
- 14. Februar: Andrew Prine, US-amerikanischer Schauspieler († 2022)
- 16. Februar: Pino Solanas, argentinischer Regisseur († 2020)
- 20. Februar: Marj Dusay, US-amerikanische Schauspielerin († 2020)
- 21. Februar: Kiril Dontschew, bulgarischer Komponist und Dirigent
- 25. Februar: Rolf Lyssy, schweizerischer Regisseur
- 29. Februar: Alex Rocco, US-amerikanischer Schauspieler († 2015)

### März/April
- 01. März: Leon Gast, US-amerikanischer Regisseur, Produzent und Fotograf († 2021)
- 02. März: Ija Sergejewna Sawwina, russische Schauspielerin († 2011)
- 05. März: Dean Stockwell, US-amerikanischer Schauspieler († 2021)
- 08. März: Janusz Zakrzeński, polnischer Schauspieler († 2010)
- 17. März: Jürgen Hentsch, deutscher Schauspieler († 2011)
- 17. März: Gertrud Roll, deutsche Schauspielerin
- 19. März: Ursula Andress, schweizerische Schauspielerin
- 23. März: Claude Faraldo, französischer Regisseur und Drehbuchautor († 2008)
- 25. März: Lawrence Gordon, US-amerikanischer Produzent

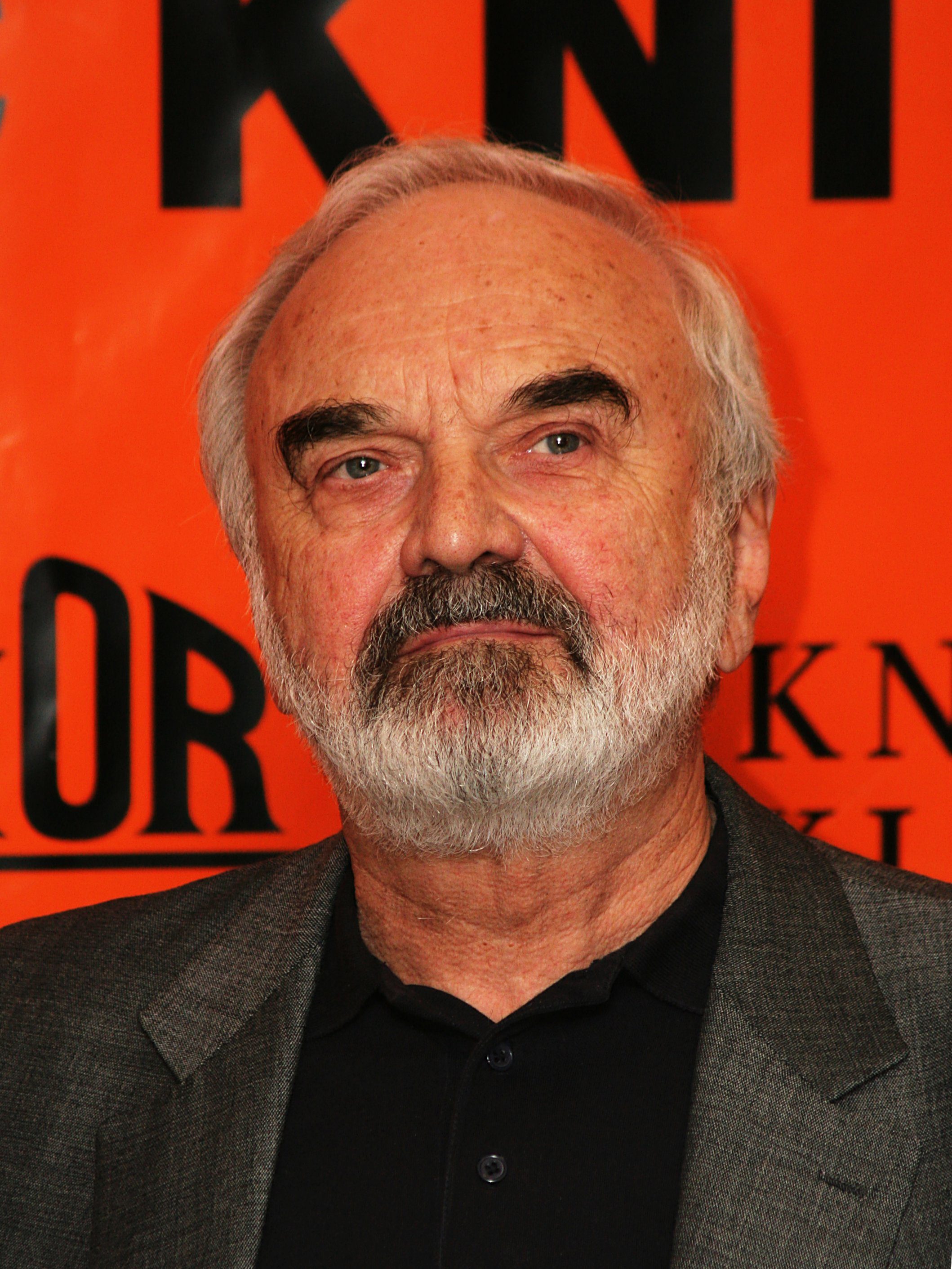
Zdeněk Svěrák (* 28. März)

- 28. März: Zdeněk Svěrák, tschechischer Schauspieler
- 29. März: Richard Rodney Bennett, britischer Komponist († 2012)

- 05. April: Gülbin Eray, türkische Schauspielerin († 2024)
- 07. April: Del Monroe, US-amerikanischer Schauspieler († 2009)
- 08. April: Klaus Löwitsch, deutscher Schauspieler († 2002)
- 12. April: Charles Napier, US-amerikanischer Schauspieler († 2011)
- 14. April: Arlene Martel, US-amerikanische Schauspielerin († 2014)
- 24. April: Jill Ireland, britische Schauspielerin († 1990)

### Mai/Juni

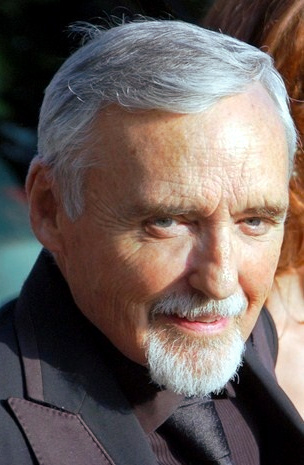
Dennis Hopper (* 17. Mai)

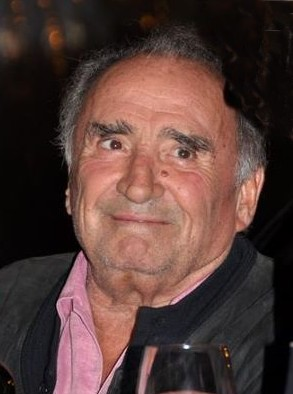
Claude Brasseur (* 15. Juni)

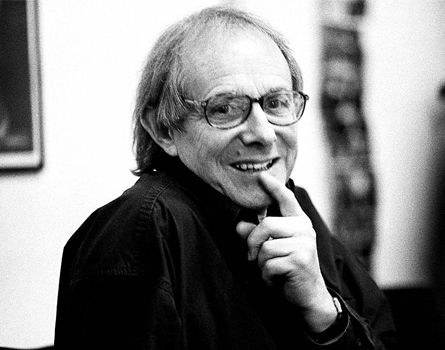
Ken Loach (* 17. Juni)

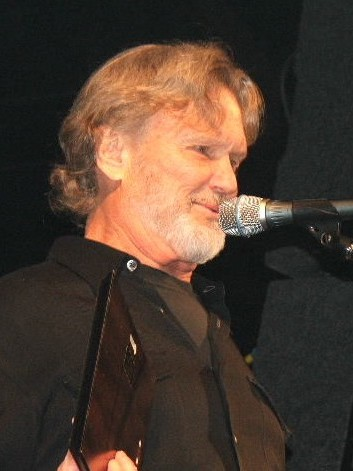
Kris Kristofferson (* 22. Juni)

- 02. Mai: Norma Aleandro, argentinische Schauspielerin
- 04. Mai: Eleanor Coppola, US-amerikanische Regisseurin und Drehbuchautorin († 2024)
- 04. Mai: Med Hondo, mauretanischer Regisseur († 2019)
- 06. Mai: Joanna Dunham, britische Schauspielerin († 2014)
- 09. Mai: Albert Finney, britischer Schauspieler und Produzent († 2019)
- 09. Mai: Glenda Jackson, britische Schauspielerin († 2023)
- 09. Mai: Hans Heinz Moser, schweizerischer Schauspieler († 2017)
- 14. Mai: Franca Bettoia, italienische Schauspielerin († 2024)
- 17. Mai: Dennis Hopper, US-amerikanischer Schauspieler († 2010)
- 20. Mai: Anthony Zerbe, US-amerikanischer Schauspieler
- 23. Mai: Thea Eymèsz, deutsche Filmeditorin († 2015)
- 27. Mai: Louis Gossett Jr., US-amerikanischer Schauspieler († 2024)
- 28. Mai: Gitta Nickel, deutsche Regisseurin († 2023)
- 30. Mai: Keir Dullea, US-amerikanischer Schauspieler
- 31. Mai: Carl Heinz Choynski, deutscher Schauspieler

- 01. Juni: Ingrid Resch, deutsche Schauspielerin
- 01. Juni: Peter Sodann, deutscher Schauspieler und Regisseur († 2024)
- 03. Juni: Larry McMurtry, US-amerikanischer Drehbuchautor († 2021)
- 03. Juni: Maria Grazia Spina, italienische Schauspielerin († 2025)
- 04. Juni: Bruce Dern, US-amerikanischer Schauspieler
- 07. Juni: Pippo Baudo, italienischer Entertainer und Moderator († 2025)
- 07. Juni: Chris Bryant, britischer Drehbuchautor († 2008)
- 08. Juni: James Darren, US-amerikanischer Schauspieler († 2024)
- 08. Juni: Maria Emo, österreichische Schauspielerin
- 10. Juni: Thomas Höpker, deutscher Dokumentarfilmregisseur
- 13. Juni: Helena Růžičková, tschechische Schauspielerin († 2004)
- 15. Juni: Claude Brasseur, französischer Schauspieler († 2020)
- 15. Juni: Boris Lukanow, bulgarischer Schauspieler († 2023)
- 16. Juni: Fred Karlin, US-amerikanischer Komponist († 2004)
- 17. Juni: Ken Loach, britischer Filmregisseur und Drehbuchautor
- 18. Juni: Victor Lanoux, französischer Schauspieler († 2017)
- 20. Juni: Derek Lamb, britischer Dokumentar- und Trickfilmer († 2005)
- 20. Juni: Enn Vetemaa, estnischer Drehbuchautor († 2017)
- 22. Juni: Kris Kristofferson, US-amerikanischer Schauspieler und Sänger († 2024)
- 22. Juni: Ingeborg Lüscher, deutsch-schweizerische Schauspielerin und Künstlerin
- 23. Juni: Mino Bellei, italienischer Schauspieler und Regisseur († 2022)
- 27. Juni: Shirley Anne Field, britische Schauspielerin († 2023)
- 28. Juni: Tom Drake, kanadischer Drehbuchautor und Regisseur († 2008)
- 29. Juni: Gisela Keiner, deutsche Schauspielerin († 2021)
- 30. Juni: Assia Djebar, algerische Drehbuchautorin und Regisseurin († 2015)
- 30. Juni: Tony Musante, US-amerikanischer Schauspieler († 2013)

### Juli/August

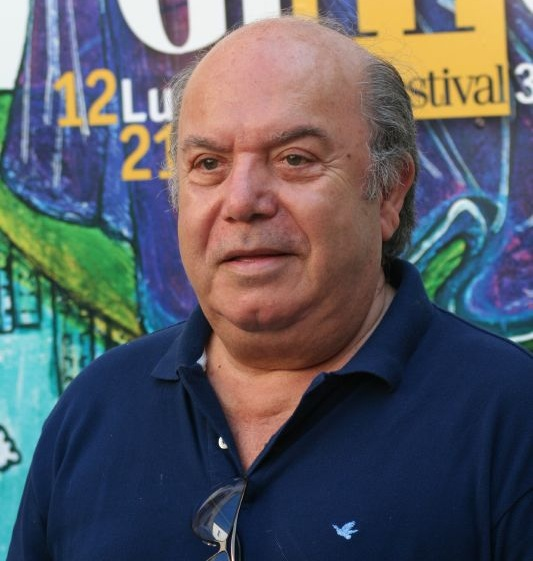
Lino Banfi (* 9. Juli)

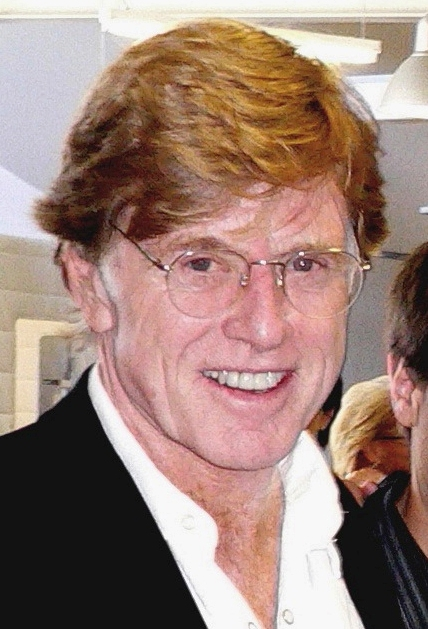
Robert Redford (* 18. August)

- 01. Juli: Ron Māsak, US-amerikanischer Schauspieler († 2022)
- 02. Juli: Rex Gildo, deutscher Sänger und Schauspieler († 1999)
- 02. Juli: Géza Hofi, ungarischer Schauspieler († 2002)
- 04. Juli: Herbi Lips, schweizerischer Produzent († 2010)
- 05. Juli: Shirley Knight, US-amerikanische Schauspielerin († 2020)
- 06. Juli: Klaus Erforth, deutscher Schauspieler und Regisseur
- 06. Juli: Wolfram Krempel, deutscher Regisseur († 2020)
- 06. Juli: Stuart H. Pappé, US-amerikanischer Filmeditor
- 06. Juli: Roman Wilhelmi, polnischer Schauspieler († 1991)
- 08. Juli: Tony Warren, britischer Drehbuchautor († 2016)
- 09. Juli: Lino Banfi, italienischer Schauspieler
- 09. Juli: Richard Wilson, britischer Schauspieler
- 12. Juli: Jan Němec, tschechischer Regisseur († 2016)
- 14. Juli: Marisa Allasio, italienische Schauspielerin
- 14. Juli: Barbara Turner, US-amerikanische Drehbuchautorin und Schauspielerin († 2016)
- 15. Juli: Larry Cohen, US-amerikanischer Regisseur und Drehbuchautor († 2019)
- 15. Juli: Steven Gilborn, US-amerikanischer Schauspieler († 2009)
- 20. Juli: Andrzej Kondratiuk, polnischer Regisseur († 2016)
- 20. Juli: Christian Rode, deutscher Schauspieler und Synchronsprecher († 2018)
- 24. Juli: Arthur Brauss, deutscher Schauspieler
- 24. Juli: Ruth Buzzi, US-amerikanische Schauspielerin († 2025)
- 24. Juli: Phyllis Douglas, US-amerikanische Schauspielerin († 2010)
- 24. Juli: Mark Goddard, US-amerikanischer Schauspieler († 2023)
- 25. Juli: August Schellenberg, kanadischer Schauspieler († 2013)
- 27. Juli: Beate Mainka-Jellinghaus, deutsche Filmeditorin
- 30. Juli: Ralph Taeger, US-amerikanischer Schauspieler († 2015)
- 31. Juli: Jorge Sanjinés, bolivianischer Regisseur

- 05. August: John Saxon, US-amerikanischer Schauspieler († 2020)
- 07. August: Joachim von Mengershausen, deutscher Filmkritiker, Filmproduzent, Schriftsteller und Verleger († 2020)
- 15. August: Patricia Ann Priest, US-amerikanische Schauspielerin
- 18. August: Robert Redford, US-amerikanischer Schauspieler und Regisseur
- 20. August: Míriam Colón, US-amerikanische Schauspielerin († 2017)
- 22. August: Tony Kendall, italienischer Schauspieler († 2009)
- 25. August: Hugh Hudson, britischer Regisseur († 2023)
- 26. August: Francine York, US-amerikanische Schauspielerin († 2017)
- 27. August: Philippe Labro, französischer Schriftsteller, Journalist und Filmemacher († 2025)

### September/Oktober
- 08. September: Virna Lisi, italienische Schauspielerin († 2014)

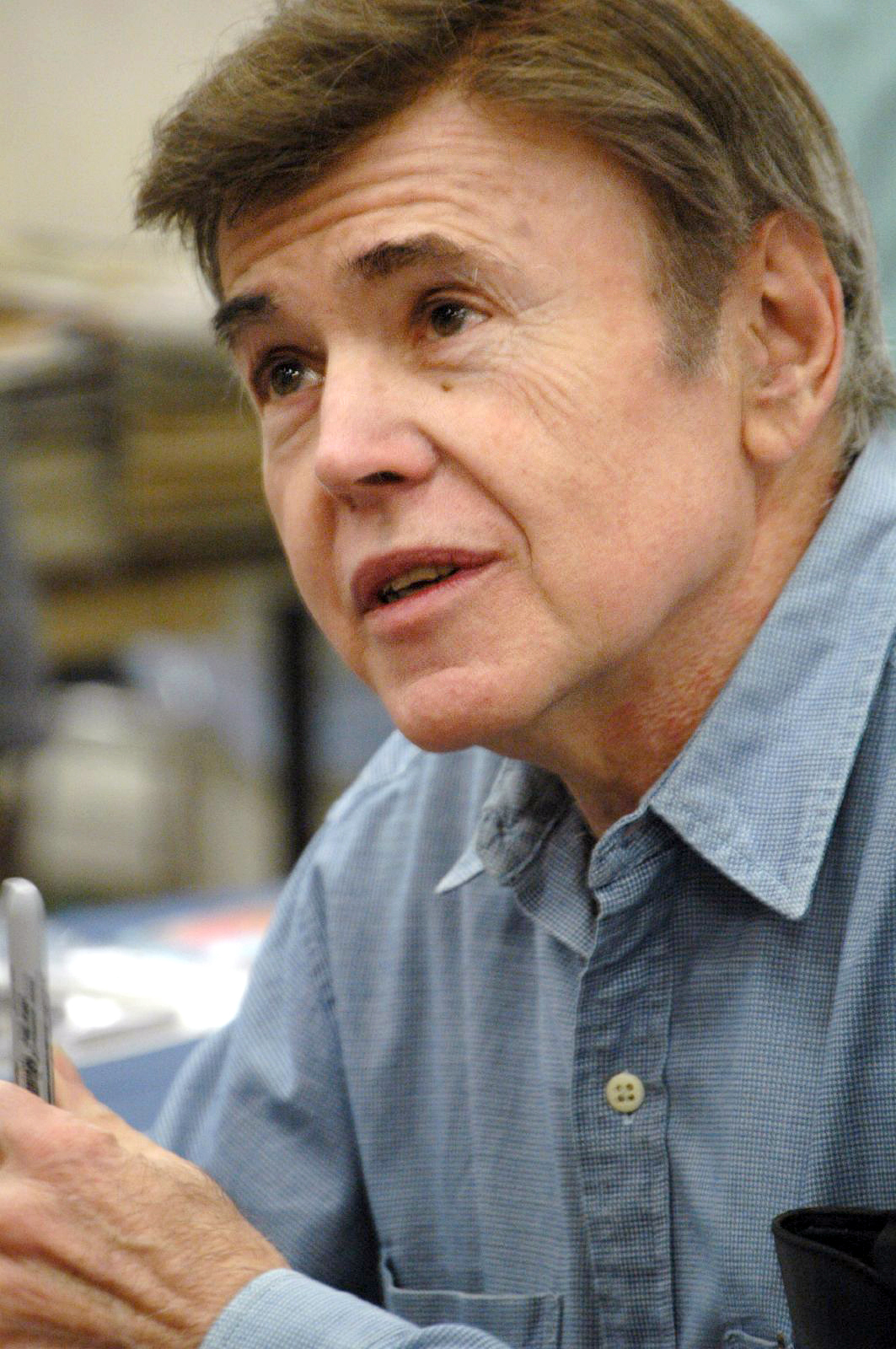
Walter Koenig (* 14. September)

- 14. September: Walter Koenig, US-amerikanischer Schauspieler
- 14. September: Nicol Williamson, britischer Schauspieler († 2011)
- 15. September: Lothar Warneke, deutscher Regisseur und Drehbuchautor († 2005)
- 20. September: Andrew Davies, britischer Drehbuchautor
- 21. September: Teresa Gimpera, spanische Schauspielerin und Model
- 21. September: Jean Pütz, deutsch-luxemburgischer Moderator
- 22. September: Roger Fritz, deutscher Schauspieler, Produzent und Regisseur († 2021)
- 22. September: Art Metrano, US-amerikanischer Schauspieler († 2021)
- 22. September: Owen Roizman, US-amerikanischer Kameramann († 2023)
- 23. September: René Scheibli, schweizerischer Schauspieler und Regisseur († 2010)
- 23. September: Manfred Tümmler, deutscher Synchronsprecher und Schauspieler († 1990)

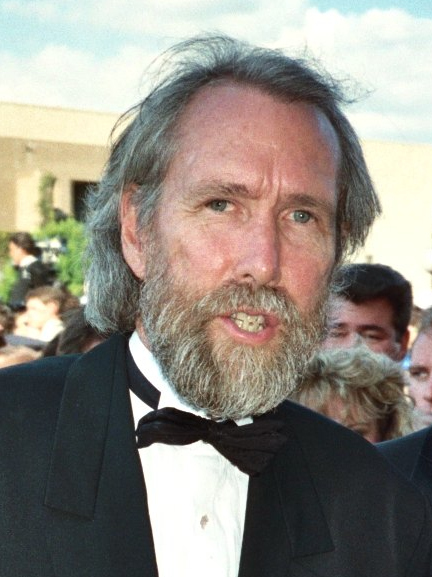
Jim Henson (* 24. September)

- 24. September: Jim Henson, US-amerikanischer Puppenspieler und Regisseur († 1990)
- 27. September: Sancho Gracia, spanischer Schauspieler († 2012)
- 28. September: Joel Fabiani, US-amerikanischer Schauspieler

- 01. Oktober: Lelia Goldoni, US-amerikanische Schauspielerin († 2023)
- 01. Oktober: Lea Rosh, deutsche Fernsehjournalistin
- 02. Oktober: David Gale, britischer Schauspieler († 1991)
- 03. Oktober: Jan Kačer, tschechischer Schauspieler, Regisseur und Drehbuchautor († 2024)
- 03. Oktober: Marylu Poolman, niederländische Schauspielerin († 2004)
- 09. Oktober: Brian Blessed, britischer Schauspieler
- 12. Oktober: Peter Lodynski, österreichischer Schauspieler, Drehbuchautor und Regisseur († 2021)
- 13. Oktober: Cliff Gorman, US-amerikanischer Schauspieler († 2002)
- 14. Oktober: Dyanne Thorne, US-amerikanische Schauspielerin († 2020)
- 15. Oktober: Michel Aumont, französischer Schauspieler († 2019)
- 16. Oktober: Peter Bowles, britischer Schauspieler († 2022)
- 16. Oktober: Gerardo Gandini, argentinischer Komponist († 2013)
- 19. Oktober: Tony Lo Bianco, US-amerikanischer Schauspieler († 2024)
- 19. Oktober: Lothar Brandler, deutscher Bergfilmer († 2016)
- 19. Oktober: Shelby Grant, US-amerikanische Schauspielerin († 2011)
- 20. Oktober: Peter Eschberg, deutscher Schauspieler und Regisseur
- 21. Oktober: Jack Taylor, US-amerikanischer Schauspieler, Drehbuchautor und Bühnenbildner
- 23. Oktober: Philip Kaufman, US-amerikanischer Regisseur, Drehbuchautor und Produzent
- 23. Oktober: Mike Monty, US-amerikanischer Schauspieler und Drehbuchautor († 2006)
- 25. Oktober: Masako Nozawa, japanische Synchronsprecherin
- 26. Oktober: Shelley Morrison, US-amerikanische Schauspielerin († 2019)
- 28. Oktober: Nino Castelnuovo, italienischer Schauspieler († 2021)
- 28. Oktober: Carl Davis, US-amerikanischer Komponist († 2023)
- 28. Oktober: Joe Spinell, US-amerikanischer Schauspieler († 1989)
- 29. Oktober: Rüdiger Evers, deutscher Schauspieler und Dialogregisseur
- 30. Oktober: Luciano Tovoli, italienischer Kameramann

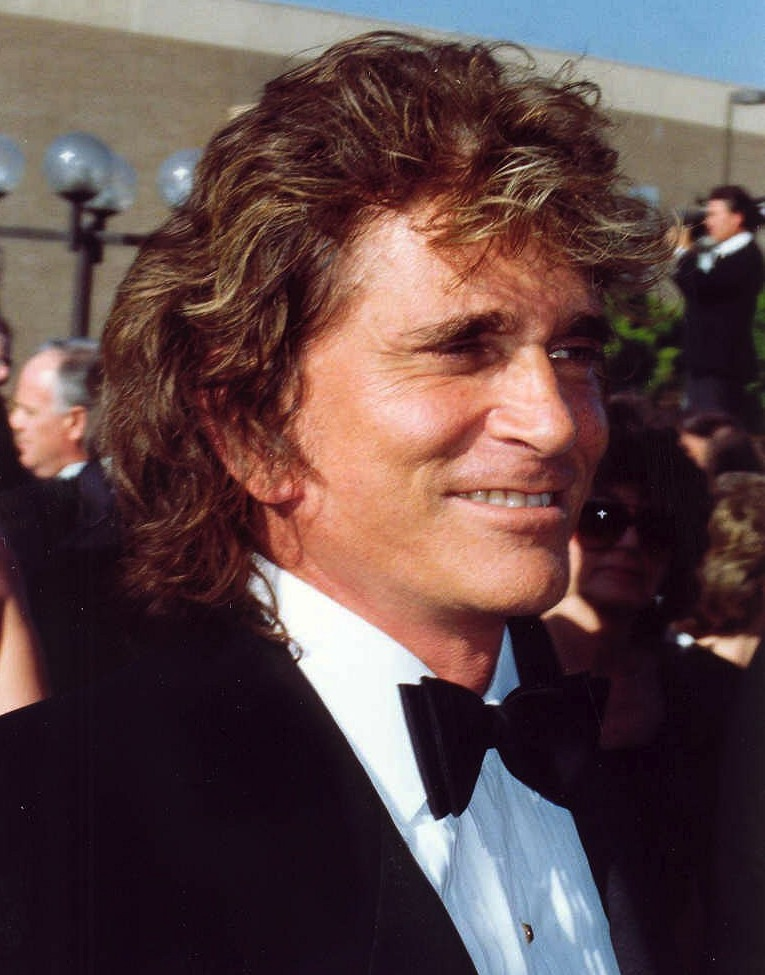
Michael Landon (* 31. Oktober)

- 31. Oktober: Michael Landon, US-amerikanischer Schauspieler († 1991)

### November/Dezember

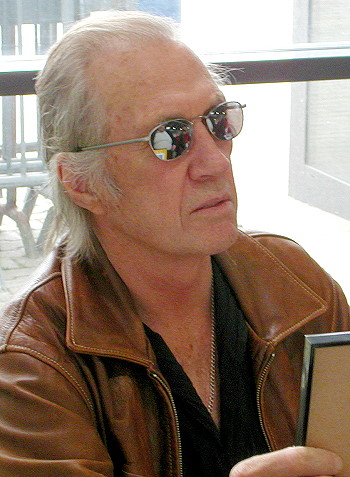
David Carradine (* 8. Dezember)

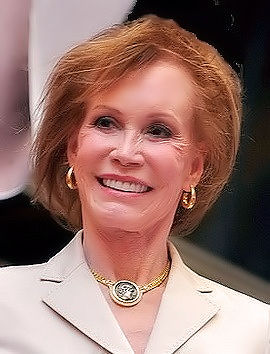
Mary Tyler Moore (* 29. Dezember)

- 04. November: Felix Dvorak, österreichischer Schauspieler
- 06. November: Jacques Charrier, französischer Schauspieler und Produzent
- 09. November: Stephanie Rothman, US-amerikanische Regisseurin
- 11. November: Susan Kohner, US-amerikanische Schauspielerin
- 17. November: John Wells, britischer Schauspieler, Drehbuchautor und Satiriker († 1998)
- 19. November: Ljubiša Samardžić, serbischer Schauspieler († 2017)
- 22. November: Joachim Bißmeier, deutscher Schauspieler
- 25. November: Trisha Brown, US-amerikanische Choreographin und Tänzerin († 2017)
- 28. November: Horst Lampe, deutscher Schauspieler und Synchronsprecher († 2021)
- 28. November: Joachim Schweighöfer, deutscher Schauspieler († 2023)
- 30. November: Tsai Chin, britisch-chinesische Schauspielerin

- 01. Dezember: Klaus Manchen, deutscher Schauspieler und Hörspielsprecher († 2024)
- 02. Dezember: Mitică Popescu, rumänischer Schauspieler († 2023)
- 03. Dezember: Mary Alice, US-amerikanische Schauspielerin († 2022)
- 03. Dezember: Susanne Cramer, deutsche Schauspielerin († 1969)
- 05. Dezember: Evelyn Meyka, deutsche Schauspielerin und Synchronsprecherin († 2018)
- 08. Dezember: David Carradine, US-amerikanischer Schauspieler († 2009)
- 09. Dezember: Christian Rischert, deutscher Regisseur
- 15. Dezember: Walon Green, US-amerikanischer Drehbuchautor und Regisseur
- 22. Dezember: Hector Elizondo, puerto-ricanischer Schauspieler
- 23. Dezember: Frederic Forrest, US-amerikanischer Schauspieler († 2023)
- 25. Dezember: Ismail Merchant, indisch-britischer Produzent († 2005)
- 27. Dezember: Abderrahim Tounsi, marokkanischer Komiker († 2023)
- 29. Dezember: Mary Tyler Moore, US-amerikanische Schauspielerin († 2017)
- 31. Dezember: Siw Malmkvist, schwedische Schlagersängerin und Schauspielerin

## Gestorben
- 05. Januar: Rudolf Klein-Rhoden, österreichischer Schauspieler (* 1871)
- 09. Januar: John Gilbert, US-amerikanischer Schauspieler (* 1899)
- 13. Januar: Samuel L. Rothafel, US-amerikanischer Kinobetreiber (* 1882)
- 25. Januar: Fritz Daghofer, österreichischer Schauspieler (* 1872)
- 29. Januar: Rose Dione, französisch-US-amerikanische Schauspielerin (* 1875)

- 07. Februar: O. P. Heggie, australischer Schauspieler (* 1877)
- 20. Februar: Max Schreck, deutscher Schauspieler (* 1879)

- 26. März: Marie Harder, deutsche Autorin und Regisseurin (* 1898)

Ernst Reicher († 1. Mai)

- 01. Mai: Ernst Reicher, deutscher Schauspieler, Drehbuchautor, Regisseur und Produzent (* 1885)
- 21. Mai: Minnie Palmer, US-amerikanische Schauspielerin (* 1860)

- 07. Juni: Hermann Picha, deutscher Schauspieler (* 1865)

- 17. Juni: Henry B. Walthall, US-amerikanischer Schauspieler (* 1878)
- 21. Juni: Gertrud David, deutsche Filmschaffende (* 1872)

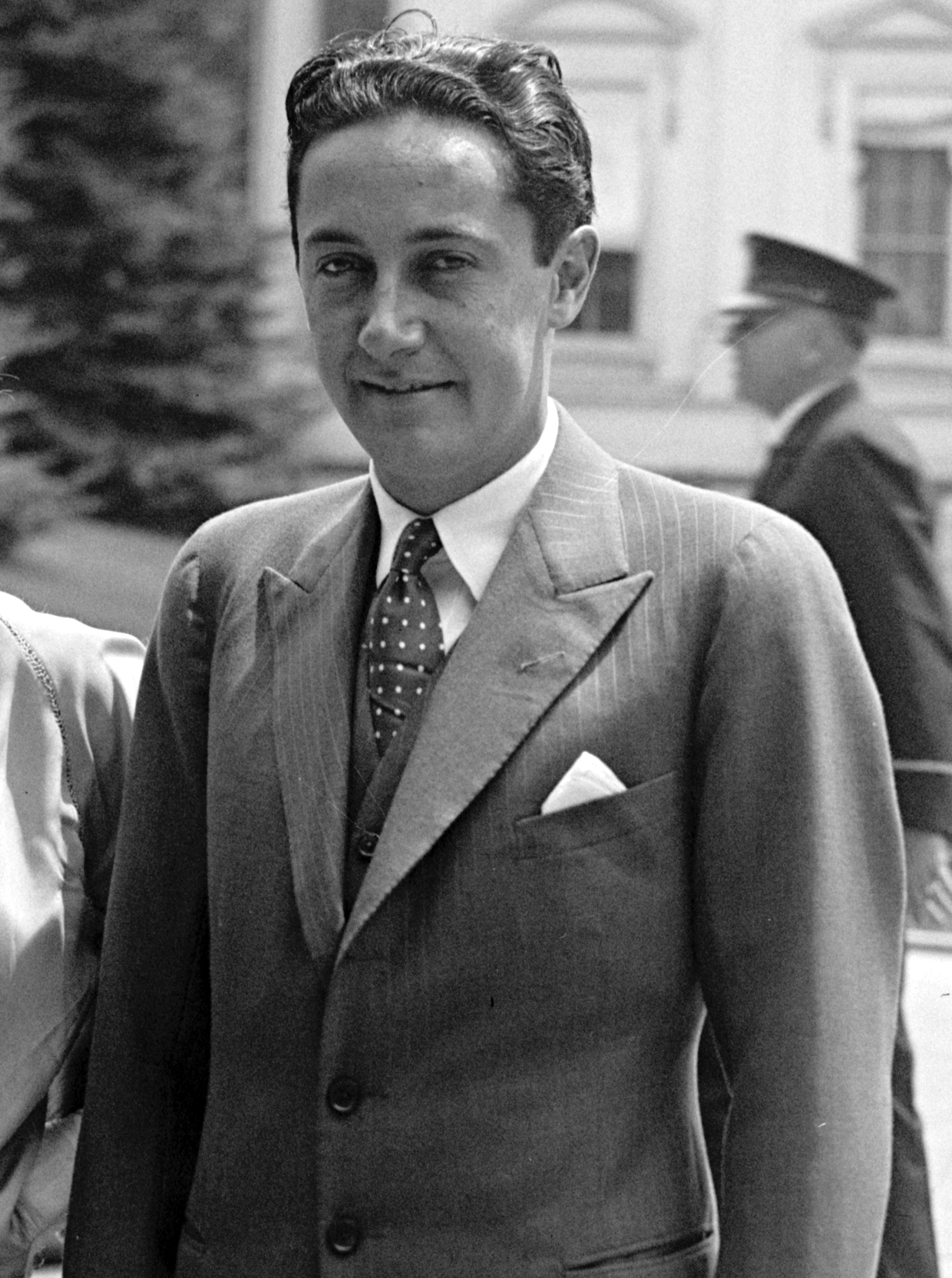
Irving Thalberg († 14. September)

- 14. September: Irving Thalberg, US-amerikanischer Produzent (* 1899)
- 28. September: Helmuth Kionka, deutscher Schauspieler (* 1906)

- 09. Oktober: Emil Artur Longen, tschechischer Regisseur, Drehbuchautor und Schauspieler (* 1885)
- 17. Oktober: Suzanne Bianchetti, französische Schauspielerin (* 1889)
- 17. Oktober: Samuel Merwin, US-amerikanischer Drehbuchautor (* 1874)

- 08. November: Walter Reimann, deutscher Maler und Filmarchitekt (* 1887)
- 17. November: John Bowers, US-amerikanischer Schauspieler (* 1885)